# Armée de Xiang
Pour les articles homonymes, voir Armée chinoise (homonymie).
L'Armée de Xiang (湘軍) était une armée chinoise organisée par Zeng Guofan (曾國藩) à partir de milices villageoises et régionales locales (Tuányǒng 團勇 et Xiāngyǒng 鄉勇), de façon à contenir la révolte des Taiping.
Le nom de cette armée provenait de la région du Hunan où elle avait été levée. Elle était financée par la noblesse locale, et non par la dynastie mandchoue des Qing. 
Bien qu'elle ait été créée spécifiquement pour contenir la révolte des Taiping dans le Hunan, l'Armée de Xiang forma ensuite le cœur de la nouvelle force militaire des Qing, car elle remporta de grands succès. Ceci affaiblit définitivement l'influence mandchoue dans les forces militaires.

## Effectifs totaux
En 1860, l'Armée de Xiang comptait près de 360 000 soldats. Le corps d'armée principal, fort de 130 000 hommes, était commandé directement par Zeng Guofan. Par contraste, l'armée régulière des Qing, moins efficace, comprenait 2 000 000 hommes (sans compter l'Armée de Xiang). De son côté, les Taiping alignaient probablement 1 800 000 hommes (en comptant quelque 300 000 hommes de main locaux, qui avaient pour habitude de changer de camp régulièrement).

## Quartier général
Le quartier général de l'Armée de Xiang se trouvait dans le comté de Qimen, Anhui de 1853 à 1861.
Après avoir repris Anqing en septembre 1861, il fut déplacé à Anqing, dans l'Anhui également, pour faciliter les attaques contre Nankin.

## Salaire
Un soldat de l'Armée de Xiang touchait chaque mois 4 ryō d'argent. Un soldat de l'armée régulière Qing ne touchait, lui, que 1,50 ryō par mois.

## Flotte
Zeng Guofan prendra l'initiative de construire une flotte de jonques de combat, qui permettra de mieux contrôler les voies d'eau du cours du Yangzi Jiang.